# Inna Lasovskaya
Inna Lasovskaya (en russe : Инна Александровна Ласовская, née le 17 décembre 1969) est une athlète russe, spécialiste du triple saut.

## Palmarès

### Jeux olympiques
- Jeux olympiques d'été de 1996 à Atlanta, ( États-Unis)
  -  Médaille d'argent du triple saut

### Championnats du monde d'athlétisme en salle
- Championnats du monde d'athlétisme en salle 1993 à Toronto,  Canada
  -  Médaille de bronze du triple saut
- Championnats du monde d'athlétisme en salle 1997 à Paris,  France
  -  Médaille d'or du triple saut

### Championnats d'Europe d'athlétisme
- Championnats d'Europe d'athlétisme 1994 à Helsinki, ( Finlande)
  -  Médaille d'argent du triple saut

### Championnats d'Europe d'athlétisme en salle
- Championnats d'Europe d'athlétisme en salle 1994 à Paris,  France
  -  Médaille d'or du triple saut

## Records
Sa meilleure performance en plein air est de 15,09 m, réalisée à Valence en 1997. En salle, elle a réalisé 15,01 m à Paris, la même année.